# Olav Dalen
Olav Baggerud Dalen (Gjøvik, 6 marzo 1985) è un ex calciatore norvegese, di ruolo portiere.

## Carriera

### Club
Dalen iniziò la carriera nel Nordre Land, per giocare poi nel Raufoss, nello Ullensaker/Kisa e nel Lillestrøm (in prestito).
Nel 2009, fu acquistato dal Kongsvinger. Esordì in squadra il 4 agosto, nella vittoria per 2-0 sul Nybergsund-Trysil. La squadra, nello stesso anno, conquistò la promozione nella Tippeligaen. Il 29 agosto 2010 poté così debuttare nella massima divisione norvegese, nel pareggio a reti inviolate in casa dell'Odd Grenland.
Il 9 febbraio 2011 passò, a titolo definitivo, al Randaberg, club neo-promosso nell'Adeccoligaen. Il 3 aprile 2011 giocò il primo incontro per la nuova squadra, nella sconfitta casalinga per 2-1 contro lo Strømmen.
Il 26 ottobre 2011 fu reso noto il suo trasferimento al Nybergsund-Trysil, a partire dal 1º gennaio 2012. L'8 gennaio 2013, firmò un contratto biennale con lo Haugesund. Svincolato al termine di questo contratto, si ritirò dall'attività agonistica per gestire l'azienda di famiglia.